# Сент-Дженев'єв (округ, Міссурі)
Шаблон:StateAbbr_ 37°53′36″ пн. ш. 90°12′12″ зх. д. / 37.893333333333° пн. ш. 90.203333333333° зх. д.
Округ Сент-Дженев'єв (англ. Ste. Genevieve County) — округ (графство) у штаті Міссурі, США. Ідентифікатор округу 29186.

## Історія
Округ утворений 1812 року.

## Демографія
За даними перепису 
2000 року 
загальне населення округу становило 17842 осіб, зокрема міського населення було 4205, а сільського — 13637.
Серед мешканців округу чоловіків було 8975, а жінок — 8867. В окрузі було 6586 домогосподарств, 4926 родин, які мешкали в 8018 будинках.
Середній розмір родини становив 3,09.
Віковий розподіл населення поданий у таблиці:
| Стать    | До 15 років | 15-21 | 22-29 | 30-39 | 40-49 | 50-65 | 65-85 | Понад 85 |
| -------- | ----------- | ----- | ----- | ----- | ----- | ----- | ----- | -------- |
| Чоловіки | 1936        | 925   | 713   | 1331  | 1449  | 1448  | 1069  | 104      |
| Жінки    | 1904        | 827   | 718   | 1247  | 1354  | 1398  | 1190  | 229      |

## Суміжні округи
- Монро, Іллінойс — північний схід
- Рендолф, Іллінойс — схід
- Перрі — південний схід
- Сент-Франсуа — південний захід
- Джефферсон — північний захід

## Виноски
1. ↑  U.S. Decennial Census. United States Census Bureau. Процитовано 20 листопада 2014.
2. ↑  Historical Census Browser. University of Virginia Library. Архів оригіналу за 11 серпня 2012. Процитовано 20 листопада 2014.
3. ↑  Population of Counties by Decennial Census: 1900 to 1990. United States Census Bureau. Процитовано 20 листопада 2014.
4. ↑  Census 2000 PHC-T-4. Ranking Tables for Counties: 1990 and 2000 (PDF). United States Census Bureau. Процитовано 20 листопада 2014.
5. ↑  State & County QuickFacts. United States Census Bureau. Архів оригіналу за 5 вересня 2015. Процитовано 14 вересня 2013.(англ.) Наведено за англійською вікіпедією.
6. ↑  American FactFinder. Бюро перепису населення США. Архів оригіналу за 26 лютого 2012. Процитовано 31 січня 2008. [Архівовано 2008-05-21 у Wayback Machine.]

| США | Це незавершена стаття з географії США. Ви можете допомогти проєкту, виправивши або дописавши її. |